# Catostomus wigginsi
Catostomus wigginsi е вид лъчеперка от семейство Catostomidae. Видът е уязвим и сериозно застрашен от изчезване.

## Разпространение
Разпространен е в Мексико.